# النامسة (السياني)

تعديل مصدري - تعديل

النامسة محلة تابعة لقرية عثارب، التابعة لعزلة الدامغ بمديرية السياني إحدى مديريات محافظة إب في الجمهورية اليمنية.، بلغ تعداد سكانها 93 حسب تعداد اليمن لعام 2004.